# Auditorio Rocío Jurado

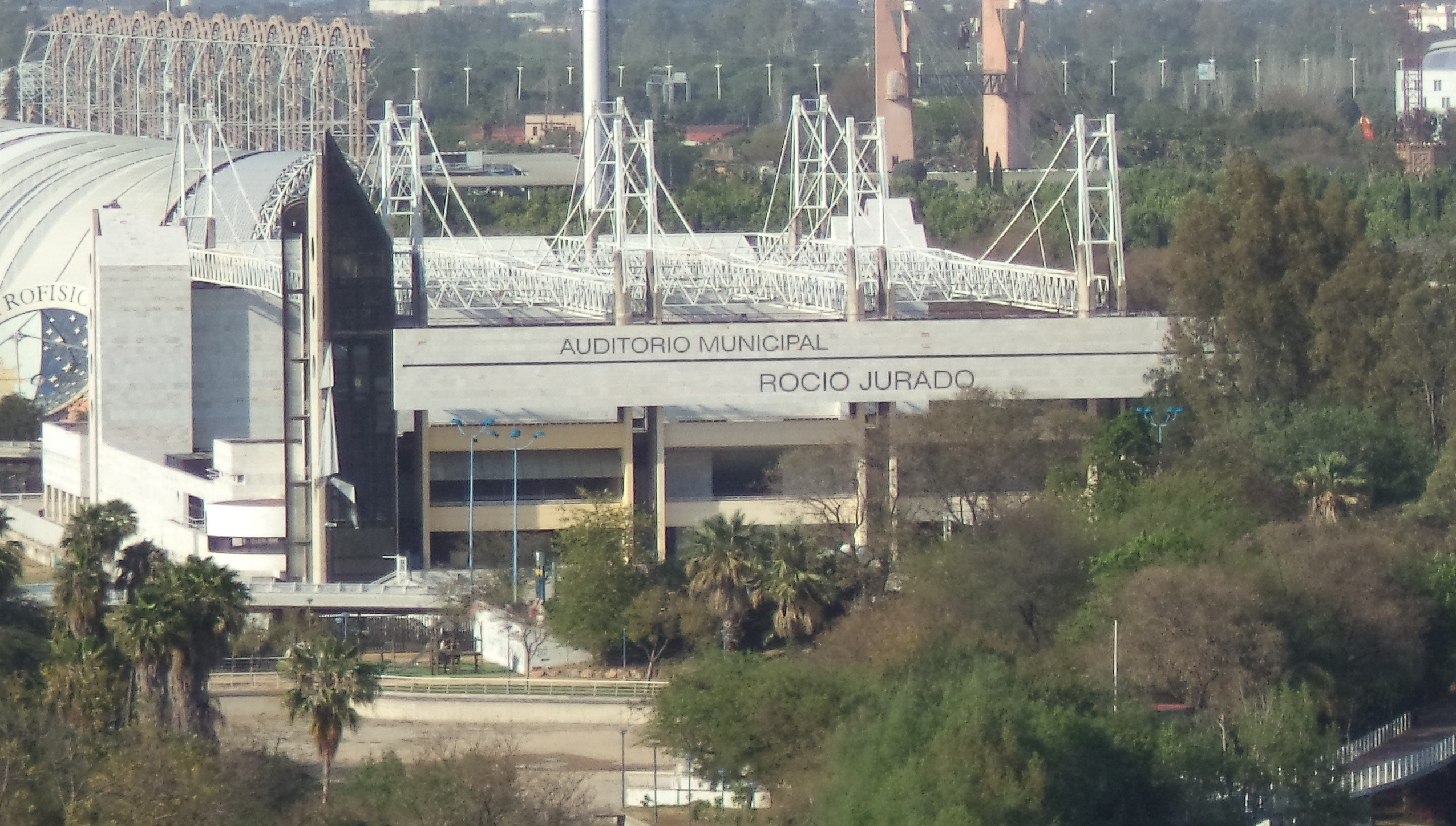
Auditorio Municipal, en la Isla de la Cartuja de Sevilla

El Auditorio Municipal Rocío Jurado se encuentra en la Isla de la Cartuja, Sevilla, Andalucía, España. Fue construido al tiempo que se urbanizaba esa zona con motivo de la Exposición Universal de 1992.

## Datos técnicos
Su diseño correspondió al arquitecto Eleuterio Población Knappe. La plataforma escénica, de 3.000 m², es uno de los escenarios al aire libre más grandes del mundo. Cuenta además con un foso con capacidad para una orquesta de 120 músicos. La colina natural existente en este mismo lugar se convierte en un graderío informal, en el que se superponen los 4.000 asientos de diversos colores y la visión lateral desde el césped de la ladera. Su fachada está revestida con mármol de Macael (Almería).
Tras la Expo del 92 el auditorio pasó a pertenecer a la agencia estatal de gestión de activos (Agesa) hasta que el Ayuntamiento se hizo propietario de la instalación en 2006, bautizándolo con el nombre de Rocío Jurado. Tras esto se iniciaron una serie de proyectos de mejora, incluyendo la cubierta del edificio, así como la ampliación del espacio con el fin de desarrollar actividades durante todo el año, de esta forma se inició un Centro dedicado a la cultura y las artes.Caben aproximadamente 8.000 personas.

## Programación

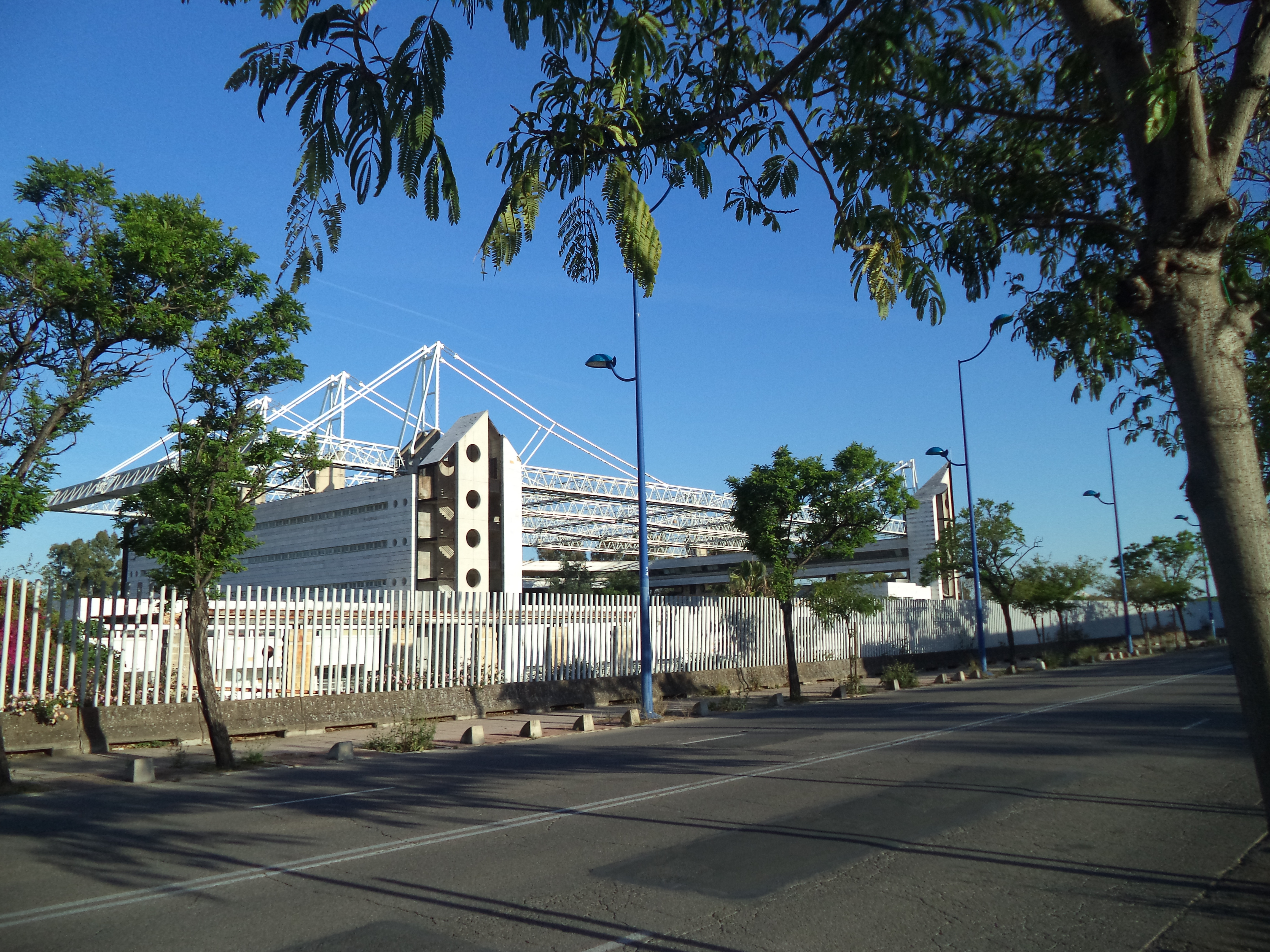
Auditorio Rocío Jurado desde la Avenida de los Descubrimientos, Sevilla.

En 1991 tuvo lugar en este auditorio el espectáculo Guitar Legends, al que asistieron guitarristas como Brian May, BB King, George Benson, Joe Walsh, Keith Richards, Les Paul, Robbie Robertson, Robert Cray, Roger Waters, Albert Collins, Steve Vai y Joe Satriani. Entre los vocalistas del evento estuvieron Rickie Lee Jones, Bob Dylan y Joe Cocker.
El auditorio fue inaugurado por Rocío Jurado en septiembre de 1991 y, hasta la fecha, ha sido la cantante que más ha actuado en ese escenario. Durante la Expo del 92 fue sede del espectáculo Azabache en el que se reunían las más grandes figuras de la canción española. Imperio Argentina, Nati Mistral, Juanita Reina y María Vidal acompañaron a Rocío Jurado en el que se considera el espectáculo más grande de la historia de la copla.
Desde el 92 ha pasado por el auditorio muchos grupos, orquestas y solistas de diversos géneros musicales como Mónica Naranjo, Pastora Soler, Manolo García, Joaquín Sabina, Joan Manuel Serrat, Judas Priest, Malú, Pablo Alborán, Pablo López, Aitana (cantante) etc.
También se ha utilizado para mítines políticos. El 7 de marzo de 2008 dio uno Mariano Rajoy, como presidente del PP, y el 15 de noviembre de 2012 dio otro Rafael Correa, presidente de Ecuador.
Sufrió un incendio el sábado 30 de noviembre en 2024.